# Nancy King
Nancy King, geboren als Nancy Whalley (Eugene (Oregon), 15 juni 1940 – Portland (Oregon), 5 augustus 2025), was een Amerikaanse jazzzangeres van de modernjazz.

## Biografie
King studeerde vanaf 1959 aan de Universiteit van Oregon, waar ze optrad met Ralph Towner en Glen Moore. In 1960 werd ze uitgeschreven wegens betrokkenheid bij de burgerrechtenbeweging. Ze verhuisde naar San Francisco, volgde lessen bij Jon Hendricks en zette daar haar carrière als zangeres voort. Ze zong onder meer in de band van saxofonist Sonny King, die ook de vader is van haar drie zoons. Ze trad op met onder meer John Handy, Pharoah Sanders en Miles Davis.
In 1966 en 1967 ging ze nationaal op tournee en werkte daarna in Las Vegas. Begin jaren 1970 keerde ze terug naar Oregon, waar ze met Ralph Towner, David Friesen en Tom Grant optrad in de regionale clubs en in 1979 een eerste album presenteerde, waaraan Ray Brown en Frank Strazzeri deelnamen. Ze werkte als duo met Glen Moore en trad op op het Montreal Jazz Festival en in Europa.
Na het uitbrengen van verschillende albums met Glen Moore en andere prominente metgezellen noemde de DownBeat haar in zijn poll van 1994 "een talent dat verdere aandacht verdient". Ze toerde ook met Ray Brown en Steve Christofferson.
In 1996 nam ze een album op met het Metropole Orkest. Haar album Live at the Jazz Standard, gemaakt met Fred Hersch, werd in 2007 genomineerd voor een Grammy Award. Ze is ook te horen op albums van Ray Brown, Oregon, de vocale jazzband Genesis en Karrin Allyson.
King overleed op 85-jarige leeftijd.

## Discografie
- 1991: Impending Bloom met Glen Moore (Justice)
- 1992: Potato Radio met Glen Moore (Justice)
- 1993: Cliff Dance met Glen Moore (Justice)
- 1996: Straight into Your Heart met Steve Christofferson en het Metropole Orchestra (Mons)
- 1999: King on the Road (Cardas)
- 1999: Moonray (Philology)
- 2000: Dream Lands Vol. 1 met Steve Christofferson (Stellar!)
- 2002: Dream Lands Vol. 2 met Steve Christofferson (Stellar!)
- 2006: Live at the Jazz Standard met Fred Hersch (Maxjazz)
- 2011: Perennial (Ornry Diva)

### Gastoptredens
Met Karrin Allyson
- 2006: Footprints

Met Ray Brown
- 1999: Christmas Songs with the Ray Brown Trio (Telarc)
- 1998: Some of My Best Friends Are Singers (Telarc)

Met Roy Nathanson
- 2000: Fire at Keaton's Bar and Grill (Six Degrees)

Met Oregon
- 1989: 45th Parallel (Portrait)

- Gemeinsame Normdatei: 134720520
- International Standard Name Identifier: 0000 0000 5550 7053
- Library of Congress Control Number: n92021267
- MusicBrainz: 4e60c098-25f0-40e1-8d41-da2f4d0750b3
- Virtual International Authority File: 21330443
- WorldCat: E39PBJtRJd984gDjcFYfWw97HC